# Benedikt Gollhardt
Benedikt Gollhardt (* 1966) ist ein deutscher Drehbuchautor und Schriftsteller. Einem breiten Publikum wurde er vor allem durch TV-Serien wie Danni Lowinski, Edel & Starck und Türkisch für Anfänger bekannt. 

## Leben
Nach Abschluss des Studiums der Ethnologie an der Universität zu Köln arbeitete Gollhardt als Radio- und Fernsehjournalist für diverse deutsche Rundfunksender. Seit den späten 1990er Jahren schreibt er Drehbücher u. a. für preisgekrönte Serien wie Edel & Starck, Türkisch für Anfänger und Danni Lowinski, dort als Headautor zusammen mit Marc Terjung und David Ungureit. 2004 verfilmte Sherry Hormann seine Kinokomödie Lattenknaller – Männer wie wir. 2019 erschien sein erster Roman Westwall. 
In Folge 5 der ZDF-Verfilmung von Westwall (2021) hat Gollhardt einen Cameo-Auftritt als Imbissverkäufer.

## Filmografie (Auswahl)
- 2003–2004: Edel & Starck (TV-Serie Sat.1)
- 2004: Lattenknaller - Männer wie wir (Kino)
- 2007–2008: Türkisch für Anfänger (TV-Serie ARD)
- 2010–2014: Danni Lowinski (TV-Serie Sat.1)
- 2017: Frau Temme sucht das Glück (TV-Serie ARD)
- 2021: Westwall (Miniserie ZDF)
- 2024: Sterben für Beginner (Fernsehfilm ZDF)

## Bibliografie
- Westwall. Auf welcher Seite willst du stehen? Penguin, München 2019, ISBN 978-3-641-23803-2.
- Der Pakt. Zwei Frauen. Eine Flucht. Und ein dunkles Geheimnis. Penguin, München 2023, ISBN 978-3-328-10670-8.

## Auszeichnungen und Nominierungen (Auswahl)
- 2005: Publikumspreis Outfest Los Angeles für Lattenknaller – Männer wie wir
- 2005: Publikumspreis Gay and Lesbian Film Festival Philadelphia für Lattenknaller – Männer wie wir
- 2005: Bester fremdsprachiger Film, Gay and Lesbian Film Festival Long Island für Lattenknaller – Männer wie wir
- 2009: Nominierung Emmy-Award für Türkisch für Anfänger
- 2011: Deutscher Comedypreis für Danni Lowinski
- 2011, 2012, 2014: Nominierungen für den Adolf-Grimme-Preis für Danni Lowinski
- 2012: Jupiter 2012 für Danni Lowinski
- 2014: Deutscher Fernsehpreis für Danni Lowinski
- 2020: Wittwer-Thalia Debütkrimipreis für den Roman Westwall
- 2024: Rheingold Publikumspreis, Filmfestival Ludwigshafen für Sterben für Beginner
- 2024: Bester Fernsehfilm, Biberacher Filmfestspiele für Sterben für Beginner